# Aegidius Gelenius

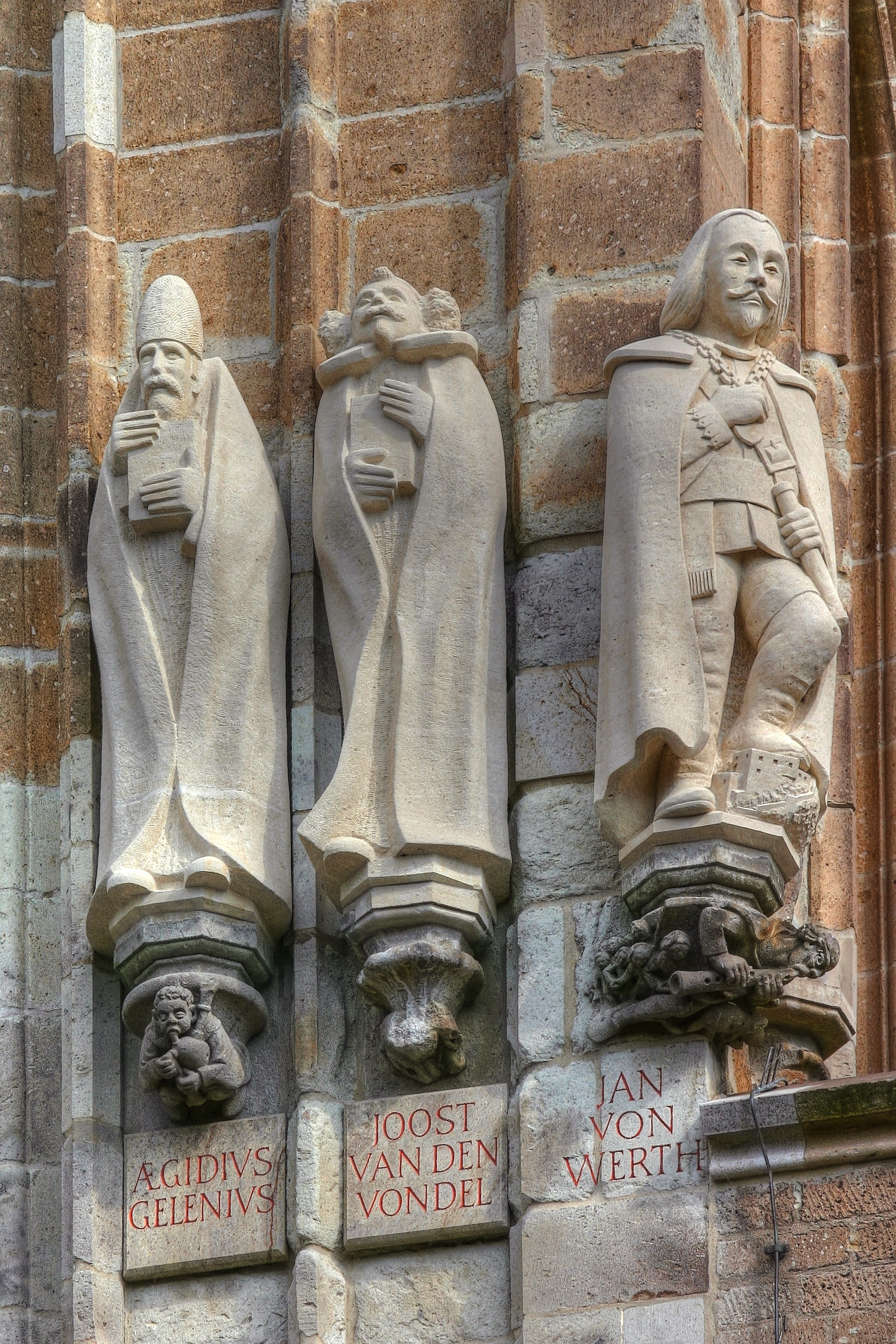
Skulptur des Aegidius Gelenius am Kölner Rathausturm (links). Bildhauer: Paul de Swaaf

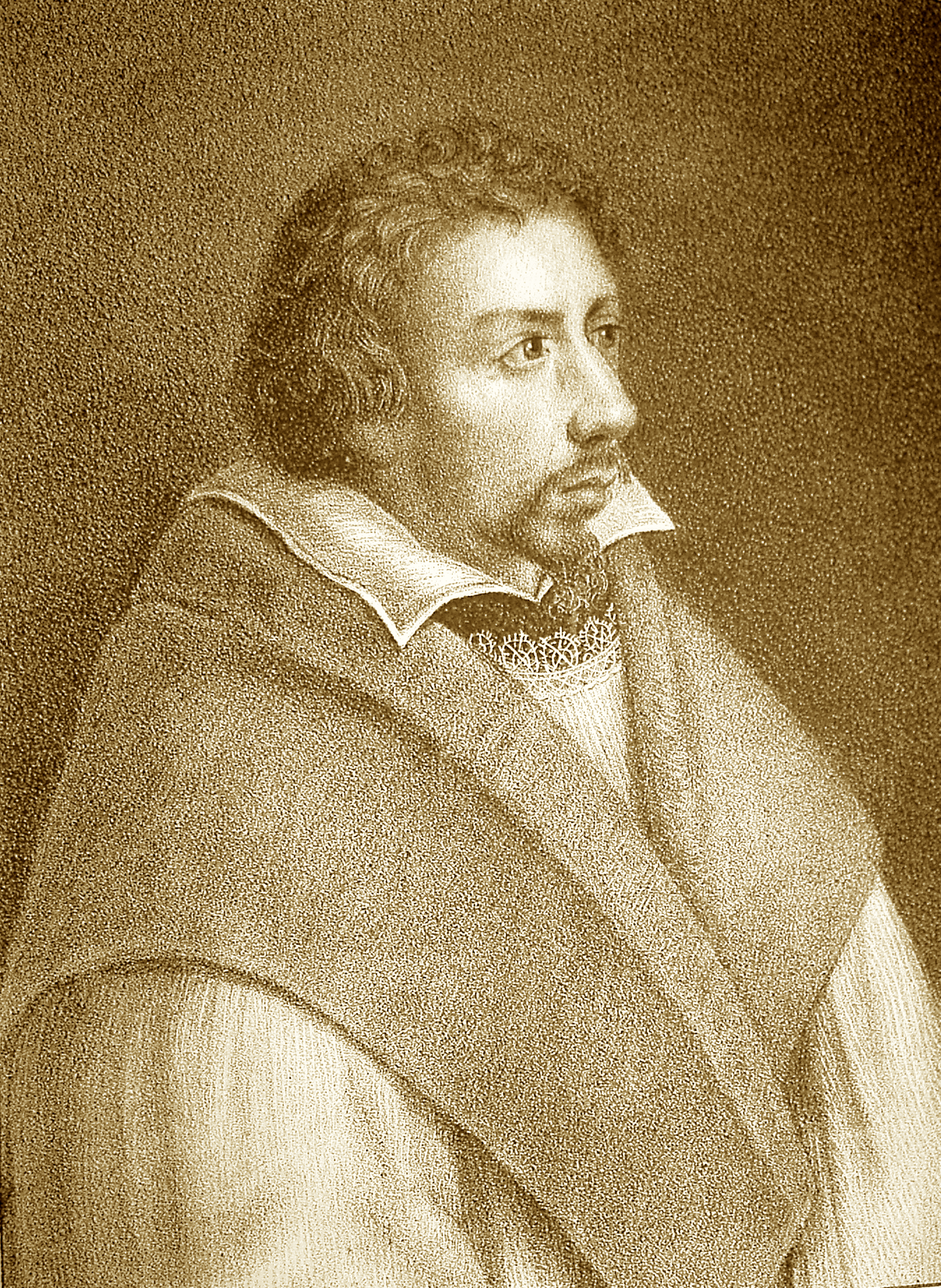
Das Abbild des Kölner Historiographen und Osnabrücker Weihbischofs 1631

Aegidius Gelenius (* 10. Juni 1595 in Kempen; † 24. August 1656 in Osnabrück) war ein römisch-katholischer Geistlicher und Kölner Historiograph.

## Leben
Aegidius Gelenius wurde am 16. März 1619 zum Priester des Erzbistums Köln geweiht. Am 29. November 1655 wurde er zum Titularbischof von Aureliopolis in Asia und Weihbischof des Bistums Osnabrück ernannt. Die Bischofsweihe empfing er am 26. März 1656, starb jedoch kurz darauf.
Sein bekanntestes Werk ist das 1645 von Jost Kalckhoven (latinisiert: Jodocus Kalcovius) in Köln verlegte Buch „Von der bewundernswürdigen geistlichen und bürgerlichen Größe Kölns“ (De admiranda sacra et civili magnitudine Coloniae).

## Familie
Der Kölner Historiograph Johannes Gelenius (1585–1631) war sein Bruder.

## Nachlass
Im Kölner Stadtarchiv befindet sich seine umfangreiche Sammlung „farragines gelenii“.

## Werke
- De Admiranda, Sacra, Et Civili Magnitudine Coloniae Claudiae Agrippinensis Augustae Ubiorum Urbis Libri IV. Jodocus Kalcovius, Köln 1645 (Digitalisat der Bayerischen Staatsbibliothek).